# Кінеограф

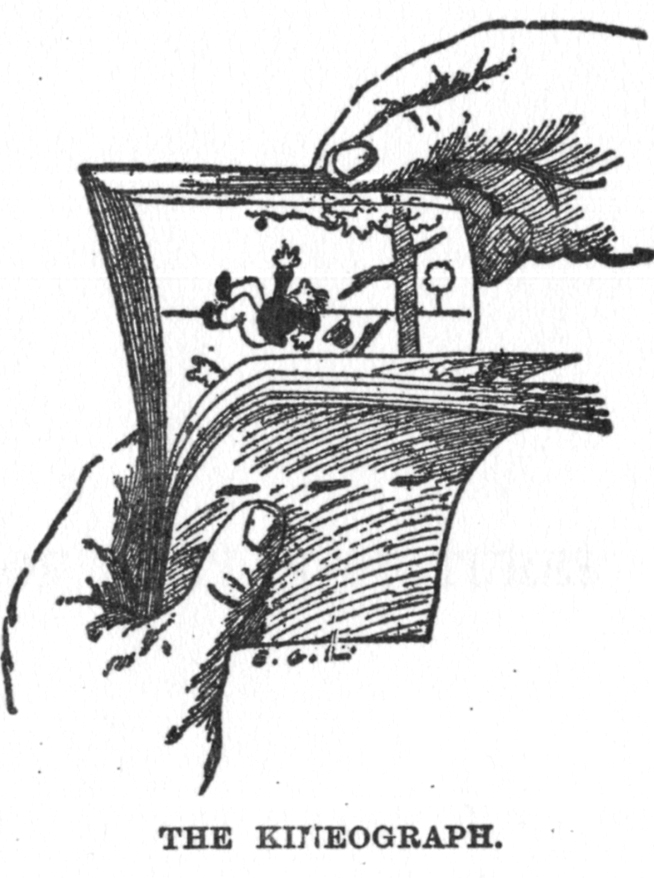
Кінеограф, 1886 р.

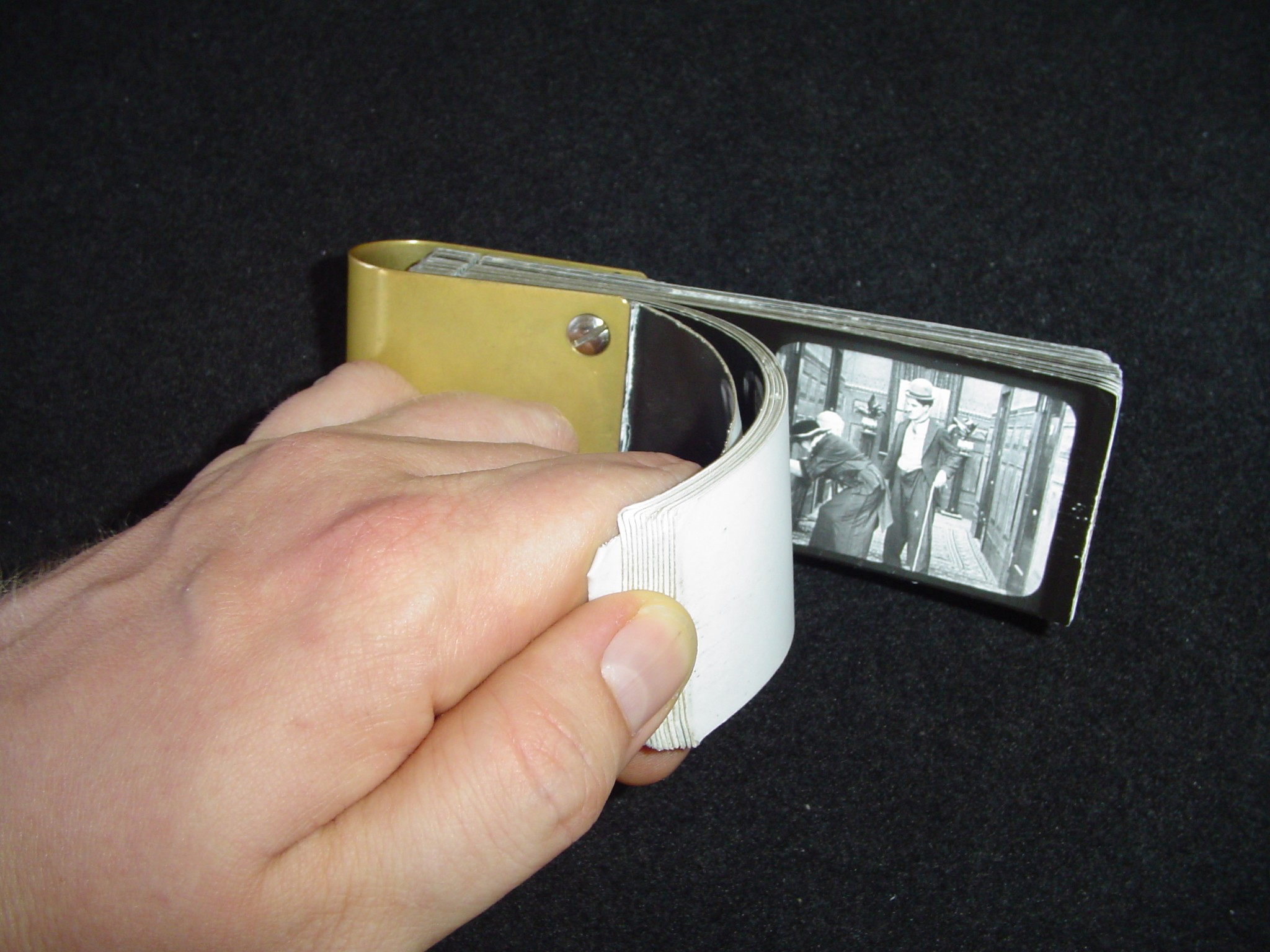
Кінеограф

Кінеограф (Kineograph) — пристосування для створення анімованого зображення, яке складається з окремих кадрів, нанесених на листи паперу, зшиті в зошит. Глядач, гортаючи особливим способом зошит, спостерігає ефект анімації. Кінеографія є однією з форм анімації.
Назву кінеограф запатентовано 1868 року англійцем на ім'я Джон Бернс Ліннет. У 1894 році піонер кінематографа Макс Складановський використовує кінеограф для перегляду своїх перших пробних зйомок.
1897 року англієць Генрі Вільям Шорт налагодив масове виробництво кінеографа під патентованою назвою філіоскоп, забезпечивши його металевим футляром та важелем, що полегшує перегортання сторінок.

## Функціональність
Замість того, щоб «читати» зліва направо, глядач просто дивиться на одне і те ж розташування зображень у фліп-буксі, коли перегортаються сторінки. Щоб ілюзія спрацювала, буклет потрібно гортати з достатньою швидкістю, тому стандартний спосіб «читання» фліп-книги — тримати буклет однією рукою, а великим пальцем іншої руки гортати сторінки. Німецька назва фліп-бука — Daumenkino, що перекладається як «кіно для великого пальця» — відображає цей процес, фотографічну прогресію, яка є невід'ємною частиною кінематографа.

## Історія та культурне використання
Іноді припускають, що відносно проста перекидна книга існувала задовго до винайдення складніших анімаційних пристроїв ХІХ століття, таких як фенакістископ (1832) та зоотроп (1866), але переконливих доказів цьому не знайдено.
Існує кілька середньовічних ілюстрованих книг з послідовними зображеннями, таких як Сигенот (близько 1470 року). Ілюстрації в Сигеноті послідовно обрамлені і мають короткі інтервали між різними фазами дії, але зображення не можуть створити ілюзію плавного руху. Необхідне уявлення про проміжки часу, менші за секунду, з'явилося лише у ХІХ столітті.
З 2007 року анімаційна студія Волта Діснея починає свої фільми з виробничого логотипу, який спочатку нагадує фліп-бук. Він починається з вигляду порожнього аркуша паперу, потім, коли сторінки починають перегортатися, з'являються деталі, щоб показати Міккі Мауса в «Пароплаві Віллі».
Перший міжнародний фестиваль фліпбуків був проведений у 2004 році Академічним замком усамітнення в Штутгарті. Інший міжнародний фестиваль фліпбуків відбувся в Лінці, Австрія, у 2005 році.
У 2010 році поштова служба Угорщини випустила фліп-бук марок із зображенням рухомого гембьока. У листопаді 2010 року Ізраїльська філателістична федерація випустила «Ізраїльський анімаційний буклет марок» з 15-ма марками, розробленими Мішем, які анімуються при перегортанні сторінок. Він був присвячений 50-річчю ASIFA, 25-річчю ASIFA Ізраїль та «250-річчю фліп-буку».
Дизайн фінського паспорта, випущеного у 2012 році, містить фліп-бук із зображенням лося, що йде.